# Geliebte weiße Maus
Geliebte weiße Maus ist ein vom DEFA-Studio für Spielfilme, Gruppe „60“, produziertes Filmmusical von Regisseur Gottfried Kolditz aus dem Jahr 1964.

## Handlung
Im Film stellt Rolf Herricht den Verkehrspolizisten Fritz Bachmann in Dresden dar. Dieser trifft jeden Morgen die hübsche Helene, die mit ihrem Motorroller über seine Kreuzung fährt. Er traut sich nicht, sie anzusprechen. Schließlich ergreift sie die Initiative und fingiert einen kleinen Unfall, um mit ihm ins Gespräch zu kommen. Anschließend wird sie zur Verkehrsschulung bei ihm eingeladen. Letztlich finden beide dann den gemeinsamen Weg zum Standesamt.
Die Vertonung des Stoffes als Karambolage von Conny Odd war eines der erfolgreichsten Musicals des Heiteren Musiktheaters der DDR. (Uraufführung: 11. September 1969, Theater Gera).

## Drehort
Die Kreuzung, auf der Fritz seinen Dienst tut und an der sich letztlich auch das Standesamt befindet (das Standesamt ist eigentlich ein Bäckerladen), ist der Körnerplatz in Dresden-Loschwitz. Der Arbeitsplatz von Helene ist das Café Borsberg.

## Uraufführung
Geliebte weiße Maus hatte seine Weltpremiere am 15. Mai 1964.

## Kritiken
„Anspruchslos-heitere Unterhaltung mit Musical-Elementen und situationskomischen Einfällen, in der Hauptrolle solide gespielt.“

## Auszeichnungen
1965: Cineparade Melbourne (Ehrendiplom)